# Prem Sanyas
Prem Sanyas è un film del 1925 diretto da Franz Osten. 

## Trama
Turisti sbarcano in India, visitano le principali attrattive del paese, e, di fronte ad un tempio buddhista, un anziano del posto racconta loro la storia di Gautama.
La regina Maya non può aver figli, allora suo marito il re Suddhodana di Magadha, su preghiera dei sudditi che si preoccupano della successione al trono, mette in atto l’antica usanza di far circolare l’elefante sacro che sceglierà fra i bambini del regno il futuro monarca. Ma l’elefante non compie alcuna scelta. La regina, tempo dopo, dà alla luce un figlio, il principe Siddharta Gautama, poi muore. L’indovino Asita predice che, qualora Gautama regnasse effettivamente, inaugurerebbe un periodo di estrema prosperità per il regno.
Anni dopo, durante la sua prima spedizione di caccia insieme al cugino Devadatta, il compassionevole Gautama rimane estremamente colpito dall’uccisione di un cerbiatto. A rincarare la dose, il dispettoso Devadatta abbatte un cigno di fronte a Gautama.
Il re ha un sogno, che, interpretato dagli oniromanti rivela che il principe Gautama regnerà solo se sarà stato tenuto lontano da ogni pensiero triste che rivelasse la miseria della condizione umana. A tal fine Suddhodana circonda Gautama esclusivamente di cose piacevoli; ma, dato che ciò non basta, decide di presentargli la figlia del re Dandapani, Gopa, nota per la sua straordinaria bellezza. I due si innamorano vicendevolmente, e, dopo che Gautama ha superato le prove cui sono sottoposti tutti i pretendenti di Gopa (fra i quali Devadatta), si sposano.
Ancora una volta Suddhodana si premura di isolare la coppia in una casa all’interno della quale è bandito qualsivoglia riferimento alla sofferenza umana. Ma Gautama non si accontenta, e un giorno chiede al suo cocchiere Channa di portarlo in giro a visitare il paese. E qui, nonostante le precauzioni e i decreti reali, nulla può impedire che Gautama venga a contatto con l’infelicità, nelle persone di un vecchio rattrappito, di un malato, di un morto.
Tornato nella reggia, una notte Gautama decide di lasciare la corte, nonostante tutte le attrattive che essa offre, prima fra le quali l’amore di Gopa, di spogliarsi di ogni ricchezza e di vivere di elemosine vagabondando per il regno, per seguire la via del bene piuttosto che quella degli onori, finché non fosse riuscito a realizzare ciò a cui il suo anelito verso il benessere dell’umanità lo spingeva.
Dal giorno dopo vengono mandate truppe alla ricerca del principe, fino a quando lo stesso re non si rende conto che è inutile tentare di sfuggire al destino. Gopa stessa decide di seguire l’insegnamento di Gautama, e si dà alla vita vagabonda, alla ricerca di Gautama. Lo trova dopo che egli, meditando sotto l’albero della Bodhi ha raggiunto l’illuminazione, e diventa una dei suoi più fedeli discepoli.